# Nieuport II
El Nieuport II fue un monoplano de ala media de carreras o deportivo, construido por la Société Anonyme des Établissements Nieuport entre 1910 y 1914, y destacó por sus altas prestaciones usando un pequeño motor bicilíndrico y por ganar muchas competiciones, principalmente en Francia, antes de ser usado como entrenador durante la Primera Guerra Mundial por las escuelas de vuelo francesas.

## Diseño y desarrollo

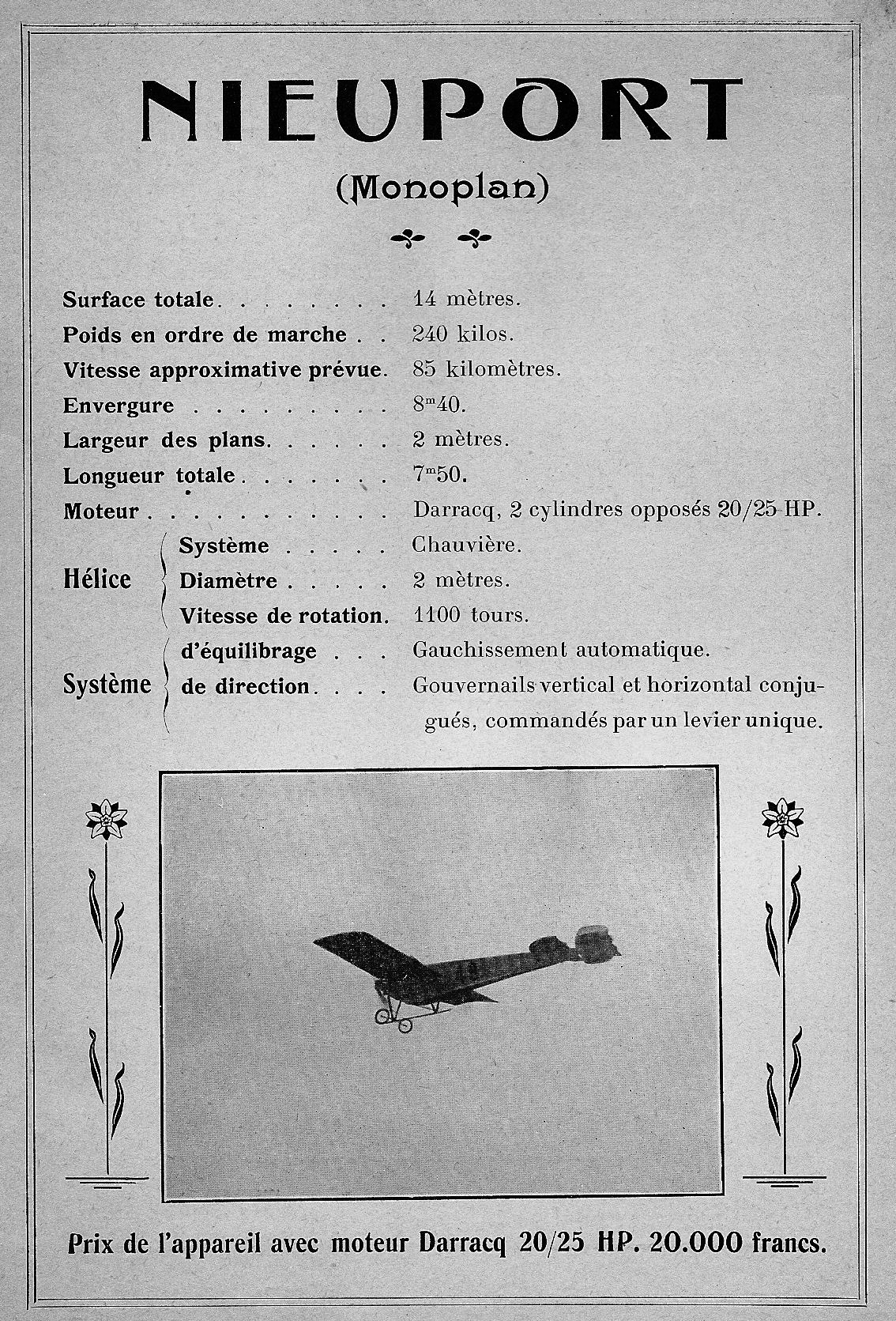
Página de catálogo del Nieuport II mostrando las primeras líneas con cola volante.

Édouard Nieuport era propietario de una pequeña compañía que producía bujías y magnetos para la industria automovilística, y se involucró con la aviación al trabajar en el equipo eléctrico del biplano Voisin de Henri Farman. En 1908 comenzó la construcción de su primer avión, un pequeño monoplano propulsado por un motor Darracq de 20 hp (15 kW) y logró realizar algunos vuelos breves en línea recta en él en 1909; pero el avión, junto con muchos otros, resultó destruido en las inundaciones que asolaron París en enero de 1910.
El Nieuport II fue el sujeto de una extensa investigación llevada a cabo por los hermanos Nieuport junto con los Laboratorios Eiffel y se benefició de la entrada de Robert Esnault-Pelterie, que había diseñado su propio monoplano de baja resistencia. El resultado fue un monoplano arriostrado por cables con solo un par de cables de arriostramiento por cada lado, complementados con un único par de cables de control de deformación de las alas para el control lateral. La sección del perfil alar era poco usual al tener un borde de ataque bastante grueso (para la época) pero afilado, elevándose las superficies inferiores para adelgazar el perfil aerodinámico por encima de la mayor parte de la cuerda. Los cables superiores formaban una cabaña piramidal y el piloto estaba casi totalmente embutido en el fuselaje, con solo su cabeza expuesta. Inicialmente, el tren de aterrizaje consistía en un único patín central unido al fuselaje mediante dos soportes en V invertidos, llevando una suspensión de ballesta transversal con una rueda en cada extremo. Cuando voló por primera vez, las superficies de cola consistían en un estabilizador horizontal semicircular montado en la parte superior trasera del fuselaje, detrás del que existía un montaje universalmente articulado combinando un elevador rectangular con un par de timones. Los controles usaban la palanca de mando para la guiñada (timón) y el cabeceo (elevador), mientras que los pedales operaban la deformación de las alas para el control lateral, moviendo los pedales un tubo de empuje que discurría diagonalmente hacia atrás hasta el soporte en V trasero del tren de aterrizaje, a donde estaban unidos los cables de deformación.
Los ejemplares finales estaban disponibles con la disposición moderna como opción de fábrica, usando los pedales para controlar el timón, como se usaban en los aviones Blériot y Deperdussin contemporáneos. Se utilizó una variedad de motores, comenzando con el Darracq que, a pesar de ser desarrollado específicamente para Nieuport, demostró no ser satisfactorio, y se probaron varios motores antes de que los hermanos Nieuport desarrollaran su propio motor bóxer bicilíndrico.

## Historia operacional

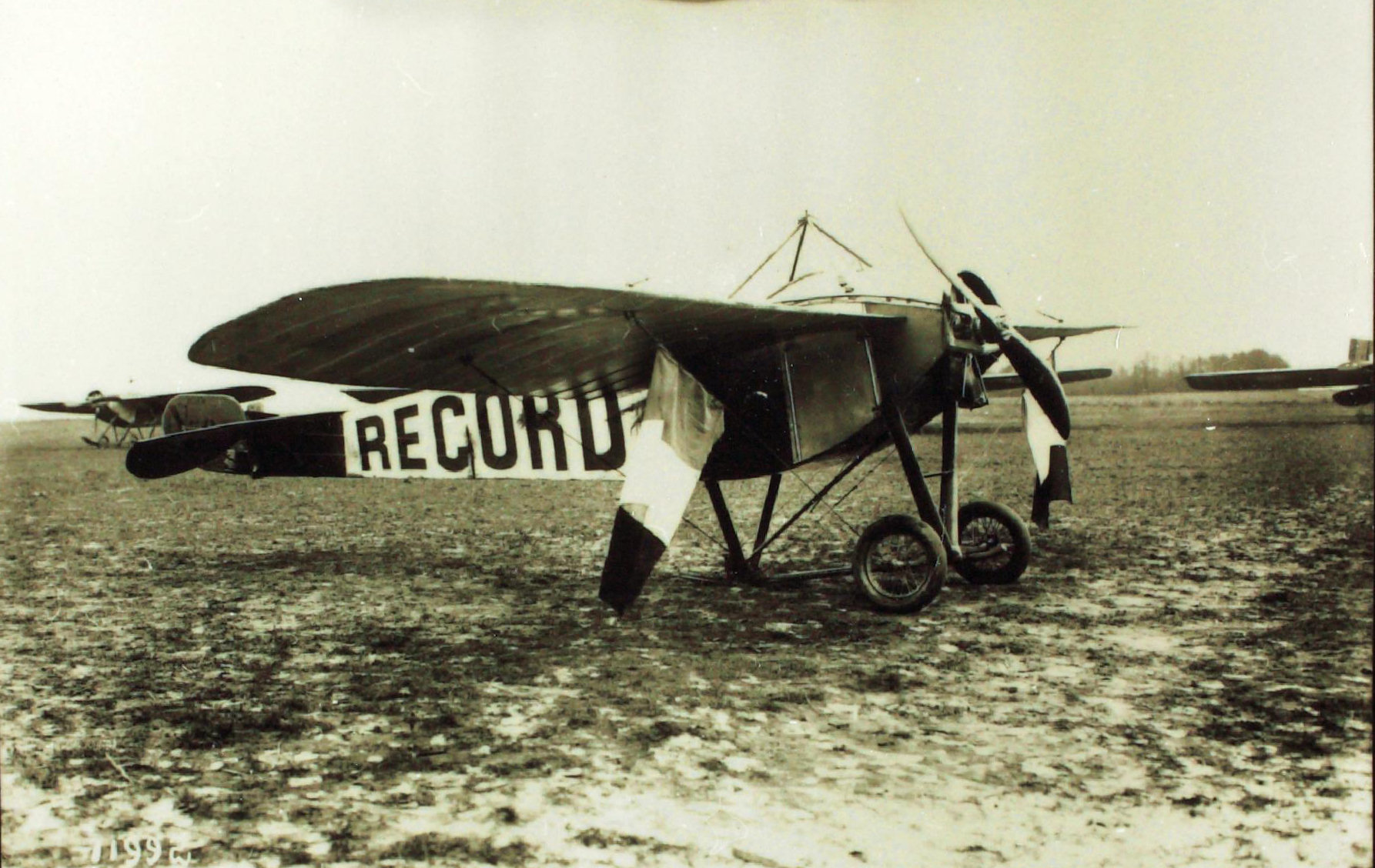
Nieuport II.G en el que Emmanuel Helen ganó la Copa Michelin.

El 11 de mayo de 1911, Nieuport consiguió batir la plusmarca mundial de velocidad para todas las distancias hasta los 100 km volando un Nieuport II, propulsado por un motor Nieuport de 21 kW (28 hp). Su mayor velocidad registrada fue de 119,63 km/h.
Se volaron tres aparatos en el Trofeo Gordon Bennett de 1911 en Eastchurch: uno, volado por Charles Weymann y propulsado por un Gnome 14 Omega-Omega de 75 kW (100 hp), ganó la competición con una velocidad de 126,67 km/h; otro, propulsado por un Gnome Lambda de 52 kW (70 hp) y volado por Édouard Nieuport, acabó tercero; y el último, volado por M. Chevalier y propulsado por un motor Nieuport de 21 kW (28 hp), no terminó.

## Variantes
Fuente: Opdycke
II.D
Motor bóxer Darracq 25hp O-2 de 18 hp.
II.A
Motor Anzani de tipo ventilador de 40 hp.
II.G
Motores rotativos Gnome de 50, 70 o 100 hp.
II.N
Motor bóxer bicilíndrico Nieuport de 28 hp.
II.H
Variante de flotadores (ofrecida pero no construida).

## Operadores
La mayor parte de los ejemplares fue usada por particulares, aunque una pequeña cantidad fue comprada por armas aéreas militares, incluyendo:
 Argentina
- Fuerza Aérea Argentina

 España
- Aeronáutica Militar

 Francia
- Aéronautique Militaire: usado en entrenamiento de vuelo, incluyendo un entrenador terrestre no volable conocido comúnmente como Penguin (pingüino).

 Siam
- Real Servicio Aéreo Siamés: primer avión de esta fuerza aérea.

## Supervivientes
- Nieuport II.N de producción tardía en el Museo del Aire y del Espacio, Le Bourget, cerca de París.
- Una réplica carreteable en el Old Rhinebeck Aerodrome en Poughkeepsie, estado de Nueva York.

## Especificaciones (motor Nieuport de 28 hp)
Referencia datos: aviafrance«Nieuport II N». Consultado el 21 de mayo de 2012.

### Características generales
- Tripulación: Uno (piloto)
- Longitud: 7,2 m (23,5 ft)
- Envergadura: 8,7 m (28,4 ft)
- Altura: 2,6 m (8,5 ft)
- Superficie alar: 14 m² (150,7 ft²)
- Peso vacío: 240 kg (529 lb)
- Peso cargado: 340 kg (749,4 lb)
- Planta motriz: motor bóxer de dos cilindros Nieuport.
  - Potencia: 21 kW (29 HP; 29 CV) cada uno.
- Hélices: Bipala

### Rendimiento
- Velocidad máxima operativa (Vno): 115 km/h (71 MPH; 62 kt)

## Aeronaves relacionadas

### Desarrollos relacionados
- Nieuport III
- Nieuport IV

### Aeronaves similares
- Hanriot D.I
- Morane-Saulnier H

### Secuencias de designación
- Secuencia Numérica (interna de Nieuport): ← Monoplano de 1909 - II - III - IV/IV.M/IV.H - VI.M →